# Revolución Juliana
La Revolución Juliana fue un movimiento cívico-militar del Ecuador que, mediante un golpe el 9 de julio de 1925 liderado por la Liga Militar, un grupo secreto de jóvenes oficiales del Ejército ecuatoriano, derrocó al presidente Gonzalo Córdova. Tras una Junta Militar inicial, se extendió por seis años —hasta 1931—, con dos juntas de Gobierno provisionales y la presidencia de Isidro Ayora, primero interina y luego constitucional, que concluyó por un nuevo golpe militar el 24 de agosto de 1931.
La Revolución se orientó contra la plutocracia que gobernaba el país. Pese a fraguarse al margen de la población, en principio limitada a respaldar lo ejecutado por los militares, reflejó una aspiración nacional de cambio de aquellos sectores políticos y sociales que participaron en las juntas y el Gobierno Ayora.

## Antecedentes: liberalismo, oligarquías y exportación
A comienzos del siglo xx, el Ecuador —como el grueso de Latinoamérica— se caracterizaba por una economía orientada al mercado internacional, base de la fortaleza de los sectores agrícolas y financieros; y por las tensiones entre las formas y prácticas de gobierno de la política y el Estado liberal, por un lado, y el advenimiento de una sociedad de masas, con sus demandas inherentes, por otro.

### Bases de una economía de exportación
Desde la década de 1870, la economía ecuatoriana se había construido en torno a las exportaciones de un producto: el cacao. La buena marcha de estas, más de la mitad del total, era la base y fundamento de esta verdadera economía de exportación. Y así parecía ser: la balanza comercial entre 1891 y 1920 solo había registrado déficit anual en 1897, y la producción había crecido a un excelente ritmo anual promedio —del 12,3% en 1890-99, manteniéndose en un 4,9% para el siguiente decenio—. En 1903-13, Ecuador seguía siendo el primer productor mundial de cacao, con una media de más del 16% global. Sin embargo, frente a este auge productivo, el precio del cacao no sufrió una bonanza semejante, con paulatinas contracciones. De este modo, pese a que existieron años de importantes alzas, como en 1898 o 1907, la tendencia fue a la baja.
Por otro lado, la producción del cacao acusaba una gran concentración empresarial. En 1846, existían ocho competidores, de los que solo dos concentraban más de tres cuartas partes de los quintales producidos. Una situación que poco había cambiado, pues, para 1915, cuatro empresas —de un total de 24 firmas— producía algo más de 74%. El dominio comercial de este selecto grupo se tradujo en una considerable influencia sobre las decisiones políticas. Buena prueba fue que la Costa, región con un 94% de las exportaciones nacionales entre 1900 y 1920, era el centro económico del país.
Durante este boom cacaotero, el papel de los Gobiernos estuvo marcado por la inestabilidad política. No obstante, lograron beneficiarse del auge exportador; según las estimaciones, sus ingresos habrían crecido a una tasa promedio del 13,9% en 1890-99, y del 8,1% para 1900-09. Asimismo, los impuestos al comercio exterior representaron la principal fuente de recursos estatal: de un 8,6% en 1887, llegaría al 12% en 1917; mientras que los gastos se habrían triplicado, de los 9 millones de sucres en 1893 a los 27 millones en 1910.
Tal riqueza trajo efectos sobre la renta per cápita de los ecuatorianos, que prácticamente se duplicó entre 1890 y 1920. Pero, en sintonía con las políticas económicas de la época, dicho incremento no comportó una mejor distribución de la riqueza. La concentración de recursos en la Costa y de la producción en pocas empresas determinó en buena medida su reparto zonal y social. En general, el ingreso promedio diario no habría alcanzado a cubrir las necesidades básicas, por debajo de la línea de pobreza.
La crisis llegaría tras 1918. A partir de entonces, la depresión posbélica redujo la demanda —en su mayoría estadounidense y europea—, con la consecuente caída de las exportaciones. Para 1924, la favorable coyuntura había cambiado, y la producción brasileña (11,2%) relegó al Ecuador a un segundo lugar (6,6%).

### Estado liberal y plutocracia
El golpe juliano fue contra el Estado liberal instaurado desde la Revolución de 1895. El desencanto social frente a la hegemonía del liberalismo oligárquico comenzara a manifestarse con nitidez durante la década de 1910. El fin del liberalismo radical y el asesinato del expresidente Eloy Alfaro (1912) y sus principales lugartenientes habían dejado paso al general Leónidas Plaza y a la sucesión de los gobiernos de Alfredo Baquerizo Moreno, José Luis Tamayo y Gonzalo S. Córdova. Bajo sus mandatos continuaron prosperando la economía del cacao y un régimen monetario y financiero —iniciado con el primer patrón oro (1900-17), la suspensión de la convertibilidad (1914) y las sobre emisiones inorgánicas de billetes— a través del que entronizó su hegemonía la «bancocracia». Políticas de un «liberalismo plutocrático» que habían consolidado el predominio bancario de Guayaquil, al tiempo que marginaban los intereses de la incipiente clase trabajadora.
Perpetuados en el poder según el sistema electoral fraudulento de la época, pese a intentarlo, ni las fuerzas político-militares orgánicas ni los movimientos sociales habían logrado cambiar el rumbo del régimen liberal. El levantamiento de 1913 encabezado por Carlos Concha, luego derivado en guerra, fracasó en su intento de revivir el radicalismo; como lo haría años después, el 6 de septiembre de 1924, el acaudillado por Jacinto Jijón y Caamaño, que llamó a los conservadores a tomar las armas. Por su parte, las organizaciones socialistas apenas estaban gestándose —el partido aparecería, precisamente, durante la Revolución— y el movimiento obrero, si bien daba muestras de su vigor en una primera huelga general en noviembre de 1922, sus actos terminaron reprimidos sin miramientos, como ese mes en Guayaquil o contra los indígenas de la hacienda de Leito, en septiembre de 1923.
Asimismo, el hipotético apoyo del Ejército era cuanto menos improbable. Los altos mandos y grandes militares, implicados y debidos a la política del régimen, eran los encargados de mantener y garantizar el orden. No en vano, el movimiento de julio prescindiría de ellos; estaría protagonizado justo por oficiales jóvenes a quienes, entre otros asuntos, los ascensos y las oportunidades de hacer carrera estaban cerrados.

## Del golpe a las juntas de Gobierno (1925-26)

### Golpe y organización
En la tarde del 9 de julio de 1925, en Guayaquil, un grupo de jóvenes oficiales bajo el mando del mayor Idelfonso Mendoza Vera detuvo a las autoridades del Gobierno, a Francisco Urbina Jado, propietario del Banco Comercial y Agrícola de Guayaquil, a otros representantes de la banca y a los propios jefes militares. El día 10, constituyeron una Junta Suprema Militar que ocupó el Gobierno durante seis horas. La integraban cada uno de los representantes de las unidades del Ejército, unos doce miembros: el mayor Juan Ignacio Pareja, como presidente; el teniente coronel Luis Telmo Paz y Miño; el mayor Carlos A. Guerrero; los cuatro capitanes Emilio Valdivieso, César Plaza, Enrique Rivadeneira y Julio Enrique Pareja; los tres tenientes Francisco Gallegos T., Virgilio Molina y Federico Struve (secretario); y los dos subtenientes Ángel Bonilla G. y Luis A. Sierra. A su vez, habían acordado nombrar una Junta Provisional Militar, con solo seis de los oficiales: en condición de presidente, Luis Telmo Paz y Miño; como vocales, Carlos A. Guerrero, Juan I. Pareja, Emilio Valdivieso y Ángel Bonilla; y mantendría de secretario a Federico Struve.
Pocas horas después, en Quito, el mayor Carlos Guerrero, acompañado de ocho oficiales y cincuenta soldados del Batallón Pichincha, depuso al presidente Gonzalo S. Córdova. De nuevo, los militares designaron una Junta de Gobierno provisional. A su ver, Ecuador sería gobernado por un Ejecutivo colegiado y provisional de siete miembros —cuatro por la Sierra y tres por la Costa—, con amplias facultades para reorganizar el país, cuyas sesiones presidiría un vocal director, cargo rotativo de forma semanal y sin funciones adicionales, excepto la de coordinar los plenos de la Junta. Esta forma de gobierno se mantendría en las dos juntas provisionales.

### Primera Junta de Gobierno provisional (julio de 1925-enero de 1926)
La primera Junta de Gobierno provisional gobernó entre el 10 de julio de 1925 y el 9 de enero de 1926. Estuvo conformada por siete miembros, cinco civiles y dos militares, que se encargarían de los diferentes ministerios: Francisco Arízaga Luque, Francisco Boloña, José Rafael Bustamante, Luis Napoleón Dillon y Pedro Pablo Garaicoa, y los generales Francisco Gómez de la Torre y Moisés Oliva (luego reemplazado por Modesto Larrea Jijón). En su proclama «A la Nación», suscrita en Quito el 17 de julio, concretaba así su programa «idealista y desinteresado»:

[...] se inspirará en un espíritu verdaderamente democrático y tenderá al respeto de los derechos y libertades de todos los ciudadanos.
Fundamento preciso de la libertad y la democracia, guardián y custodia de la soberanía, espina dorsal de la nacionalidad, el Ejército merecerá de parte de la Junta de Gobierno atención esmerada en orden a su organización, cultura y progreso. 
La cuestión económica y monetaria, causa del hondo malestar que aqueja al país, será resulta, con maduro y sereno estudio, en el sentido de volver lo más pronto posible al régimen metálico que, al dar valor estable y fijo a la moneda, proporciona sólida y segura base a todas las transacciones y evita la especulación que cobra tanto incremento al amparo del régimen del papel.
La difusión de la Instrucción Pública, sin la cual no cabe cultura ni democracia, será empeño primordial, sobre todo en lo que concierne a la instrucción primaria, dando a ésta la mayor importancia y restringiendo, si es necesario, la instrucción superior.
A nuestros asuntos internacionales trataremos de imprimir rumbo cierto y determinado, de acción positiva y real, por una parte, y de atinada gestión diplomática, por otra, a fin de llegar a la terminación de nuestro litigio de límites y confirmar así nuestro anhelo de paz y concordia en la comunidad americana.
No descuidaremos la cuestión social, porque ningún Gobierno, ningún partido puede ahora desentenderse del movimiento que agita el mundo y que aspira a levantar el nivel económico de todos los hombres para constituir la verdadera base de la verdadera libertad.
—Junta de Gobierno provisional, «A la Nación», 17 de julio de 1925; en Paz y Miño Cepeda, 2002, pp. 31-33.

La Revolución obtuvo un amplio respaldo popular y obrero. Uno de los periódicos más importantes del país, el quiteño El Comercio, testimonió ese apoyo en sucesivas ediciones especiales los días 9 y 10 de julio. El socialismo, como partido naciente, fue un claro beneficiario del movimiento. Sus partidarios apoyaron al Ejército y a la Junta, pues confiaban en el «socialista» Dillon y en los oficiales «socialistas» —aunque su formación técnica proviniera de las misiones militares chilena y, en particular, italiana—. Si bien marcadas por la candente «cuestión social», las motivaciones centrales de la Liga Militar eran ante todo nacionalistas y reformistas, guiadas por su propia lógica del orden y la disciplina, a través de la que pretendían arreglar la sociedad civil.
En la Junta, tanto civiles como militares coincidieron en la necesidad de dignificar a la «raza indígena», promover al «hombre proletario» y, en definitiva, de adaptar el país al «nuevo orden de cosas», por lo que acometieron la modernización del Estado. Así, crearon un comité para revisar la Constitución, instauraron el Ministerio de Previsión Social y Trabajo, contrataron a un equipo de asesores estadounidense (encabezado por Edwin Walter Kemmerer) para reformar las finanzas públicas, implantó la cédula de identificación ciudadana, sancionó la ley de descanso dominical obligatorio, reguló los alquileres de viviendas, aumentó el impuesto a las herencias y creó tribunales populares para agilitar la administración de la justicia —si bien debieron ser suspendidos por los abusos a que dieron lugar—.

#### Reforma educativa
Las políticas educativas fueron igual de intensas. El 30 de julio, reorganizaron el ministerio encargado, que pasó a denominarse «de Instrucción Pública, Bellas Artes y Teatros», con tres secciones: de instrucción primaria, edificación y estadísticas escolares; de universidades, colegios, observatorio astronómico y biblioteca nacional; y la de bellas artes, conservatorio nacional de música, escuela de artes y oficios, e institutos normales. A lo largo de agosto, establecieron escuelas de Industria y Oficios para mujeres en cada cantón capital de provincia, sostenidas por la respectiva municipalidad. Ya en noviembre, crearon una Comisión Técnica Revisora de la Enseñanza Primaria en Quito, sobre reglamentos, planes y programas de estudio; no sin antes expedir, en octubre, la Ley Orgánica de Enseñanza Secundaria.
La ley defendía el derecho a la enseñanza libre y privada. En este nivel educativo, marcaba siete años de estudio —cinco primeros comunes y de «cultura general» y dos de «preparación para la enseñanza superior»—, con tres bachilleratos en las especializaciones de Ciencias Físico-Matemáticas, Ciencias Físico-Naturales y Filosofía y Letras. Además, regía sobre las materias de los planes de estudios, las autoridades y profesores, el Consejo Técnico, los inspectores, las juntas, los exámenes (trimestrales) y la disciplina.
No menos ambiciosa fue la reorganización universitaria, «necesaria y urgente», conforme a los «ideales renovadores» julianos y el deseo de fomentar la instrucción técnica y científica. El Gobierno clausuró de manera temporal las universidades de Quito, Guayaquil y Cuenca, así como la Junta Universitaria de Loja. Por el Decreto sobre Enseñanza Superior, reconoció la autonomía de las universidades; establecía la subvención parcial por los alumnos mediante cuotas —excepto para los «pobres y de reconocida capacidad»—, junto a becas y concursos; determinó el sistema de autoridades y facultades, incluida la representación estudiantil, la extensión universitaria y el régimen interno; y fomentó la «cultura física». Asimismo, suprimía las Facultades de Jurisprudencia y Ciencias Sociales.

#### Política internacional
En el mes de octubre, la Junta rompió relaciones con Colombia debido al Tratado Salomón-Lozano, firmado en secreto tres años antes entre ese país y Perú; consideraba que Colombia había traicionado el espíritu amistoso del Tratado Muñoz Vernaza-Suárez, otorgándole posiciones potencialmente ofensivas al Perú.

#### La banca
En gran medida, la Revolución Juliana defendió los intereses de la Sierra contra los intereses de la banca privada instalada en la Costa (Guayaquil), que había asfixiado con sus préstamos al Estado ecuatoriano. Precisamente, el banquero Francisco Urbina y Jado, cabeza del poderoso Banco Comercial y Agrícola de Guayaquil, fue detenido y desterrado; asimismo, a la propia entidad se le impuso una fuerte multa de más de dos millones de sucres y se lo clausuró. Dillon, ministro de Hacienda, propuso formar una banca central ecuatoriana que expropiase las reservas metálicas de los bancos emisores del país, la mayoría con sede en Guayaquil. El proyecto generó una enorme resistencia de la banca privada; a la postre, derivó en un conflicto interregional cuya escalada causaría la renuncia de la Junta el 9 de enero de 1926.

### Segunda Junta de Gobierno provisional (enero-marzo de 1926)
La segunda Junta de Gobierno provisional estuvo integrada por Humberto Albornoz, Isidro Ayora, Pedro Pablo Egüez Baquerizo, José A. Gómez Gault, Adolfo Hidalgo Narváez, Julio E. Moreno y Homero Viteri Lafronte. No llegaría a cumplir tres meses y se disolvería el 31 de marzo de 1928.
El nuevo ministro de Hacienda, Humberto Albornoz, convocó a los banqueros durante febrero y marzo para que analizaran la situación económica del Ecuador. Estos diagnosticaron como causa principal de la crisis el excesivo gasto del Gobierno y la merma de la producción; como medidas, recomendaron recortar el gasto, apoyar a los bancos y a su moneda, y llamar a una misión extranjera que los asesorase en asuntos financieros. El Gobierno, mientras tanto, prestó atención a las recomendaciones de Kemmerer, remontadas a la administración de Córdova. Kemmerer, profesor de la Universidad de Princeton, gozaba de fama internacional como asesor financiero, pues ya en 1903 había asesorado en las Filipinas y luego en Egipto, India británica, Puerto Rico, Alemania, México, Guatemala, Colombia, Polonia del Congreso, Unión Sudafricana y Chile.
Para entonces el frente interno militar había empezado a fraccionarse. Ya a fines de octubre de 1925, se había retirado de la primera Junta provisoria el general Francisco Gómez de la Torre, ministro de Guerra, «en desacuerdo con la política violenta e ineficaz que se sigue en lo político y en lo administrativo».[cita requerida] El día 29, el ascendido comandante Juan Ignacio Pareja renunció a la vocalía de la Junta Militar de Quito. Por su parte, Ildefonso Mendoza, del ala más radicalizada y popular del movimiento, también había sido ascendido a comandante, pero intentó oponerse a estos ascensos —incluido el suyo—, con el respaldo de sus oficiales, la Guardia Cívica y la Confederación Obrera del Guayas; aunque terminó por ceder, fue destituido el 21 de noviembre. A estas alturas, escribiría Pareja Diezcanseco: «El gobierno plural había sido un fracaso».
El 8 de febrero de 1926, se sublevó en Ambato el Batallón de Infantería Marañón y lanzó un manifiesto que sugería la necesidad de un dictador. El movimiento fue sofocado; el batallón, disuelto; y el líder de la sublevación, desterrado. No obstante, el 5 de abril, el Ejército dispuso el cese de la Junta y nombró presidente provisional a Isidro Ayora, quien aceptó bajo la condición de que los militares no interviniesen en su gobierno.

## Presidencia de Isidro Ayora (1926-31)
Isidro Ayora asumió la presidencia provisional de la República el 2 de abril de 1926. Con su ascenso al poder, buscaban relajar las tensiones entre los reformistas radicales y los grupos de poder vinculados a la actividad comercial y financiera costeña. Así, su solución fue una mixtura «tecnócrata-autoritaria», surgida de la fusión de unos políticos pragmáticos e imbuidos de una concepción nacional unitaria, basada en el Estado, y unas Fuerzas Armadas que se veían a sí mismas como custodio activo del proyecto nacional.

### Modernización autoritaria
Durante la presidencia de Ayora, asesorado por la Misión Kemmerer, el Gobierno acometió un conjunto de reformas económicas modernizadoras. El 16 de junio, congeló las reservas metálicas de los bancos emisores y, diez días después, estableció en Quito la Caja Central de Emisión y Amortización, organizada como una institución privada con representación estatal. Esta se encargaría de reconocer oficialmente el monto total de los medios de pago y de autorizar provisionalmente la circulación de billetes. De este modo, el 18 de octubre, Ayora dispuso que los bancos autorizados a emitir billetes entregaran a la Caja Central determinadas cantidades de oro y plata que, en total, sumaron 10,6 millones de sucres. Se desplazaba así el centro financiero del país de Guayaquil hacia Quito.
El 11 de febrero de 1927, la Misión presentó el Proyecto de Ley Orgánica del Banco Central del Ecuador: una compañía anónima autorizada durante cincuenta años para emitir dinero, redescontar a tasa fija, constituirse en depósito del Gobierno y de los bancos asociados, administrar el mercado de cambios y fungir de agente fiscal. Para el 12 de marzo, el Ejecutivo decretó la Ley Orgánica del Banco Central del Ecuador (Registro Oficial N.º 283). Tras los preparativos a cargo de una Comisión Organizadora (nombrada por el propio Ayora) y luego de superar varias dificultades operativas con la Caja Central, aprobaron los estatutos de la nueva institución el 3 de junio. Finalmente, el Banco Central del Ecuador abrió sus puertas el 10 de agosto en el edificio del centro histórico de Quito.
De esta manera, el Gobierno buscaba estabilizar y unificar la moneda. Para ello, también decretó el retorno al patrón oro y fijó el sucre en veinte centavos de dólar, lo que comportó una fuerte devaluación. En lo sucesivo, creó además la Superintendencia de Bancos (septiembre), la Contraloría General de la Nación (diciembre) el Banco Hipotecario (enero de 1928), la Caja de Pensiones (marzo) y las direcciones generales de Aduanas, del Tesoro, del Presupuesto, de Obras Públicas y de Ingresos. En esos meses, sancionó varias leyes laborales como las de contrato individual, jornada máxima y descanso dominical, trabajo de mujeres y de menores y protección de la maternidad, despido, accidentes de trabajo y procedimientos laborales.
Para desarrollar estos proyectos de institucionalización económica, la concentración de poderes fue fundamental. La faz modernizante del Gobierno Ayora, sin embargo, no fue la única. Con plenos poderes, no dudó en recurrir a los encarcelamientos, la clausura, la multa pecuniaria o la deportación; de este modo, aunque el resultado legislativo fuera apreciable, la imagen pública del gobernante estaba dividida. Si 1927 fue un año de tregua y relativa estabilidad, exigida para implementar la Misión Kemmerer y favorecida por sus medidas, las alentadoras perspectivas cambiaron para 1928: la situación económica fue en deterioro, crecieron las tensiones institucionales y medró un profundo y evidente desencanto público frente al reformismo juliano.

### Presidencia constitucional
El 9 de diciembre de 1928, se instaló una Asamblea Constituyente que nombró presidente interino a Ayora. Esta expidió la decimotercera Constitución Política de la República del Ecuador, el 26 de marzo de 1929, y eligió al propio Ayora presidente constitucional. La nueva Constitución daba más poder al Congreso: cualquier legislador, individualmente, podía interpelar a los ministros de Estado y pedir su censura o el voto de desconfianza, extensible en la misma sesión a todo el Gabinete. Incorporó las senadurías funcionales por la prensa, la enseñanza primaria y normal, la educación secundaria y superior, las academias, la agricultura, la industria y los indígenas. En materia de garantías y derechos sociales, fue la más avanzada de las constituciones hasta entonces expedidas en Ecuador: habeas corpus, voto de la mujer, limitación de la gran propiedad agrícola, igualdad todos los hijos sin tener en cuenta la relación entre sus padres, función social de la propiedad y representación de las minorías políticas.

### Fin de la Revolución Juliana
En 1929, la Gran Depresión hundió la economía mundial y ecuatoriana. Hubo levantamientos indígenas duramente reprimidos en Colta y Columbe (Chimborazo), preludio de la multiplicada agitación campesina del decenio de 1930. Para financiar el Banco Hipotecario, el Gobierno había concedido en 1927 el monopolio de la fabricación de fósforos a la casa de Ivar Kreuger, a cambio de un empréstito de dos millones de dólares. Los fósforos, artículo entonces de primera necesidad, subieron de 2,5 centavos la caja a 10 centavos. Golpeada por la crisis (y posteriormente por el suicidio de su titular), la Compañía Sueca quebró. El escándalo manchó la reputación de Ayora, quien el 29 de septiembre de 1930 presentó su renuncia, mas no le fue aceptada. Once meses después, se produjo la insurrección del Batallón de Zapadores Chimborazo. Aunque la rebelión fue sometida, Ayora debió renunciar el 24 de agosto de 1931.